# Mardi gras (målning)
Mardi gras eller Pierrot och Harlekin är en oljemålning av den franske konstnären Paul Cézanne från 1888. Den är utställd på Pusjkinmuseet i Moskva.

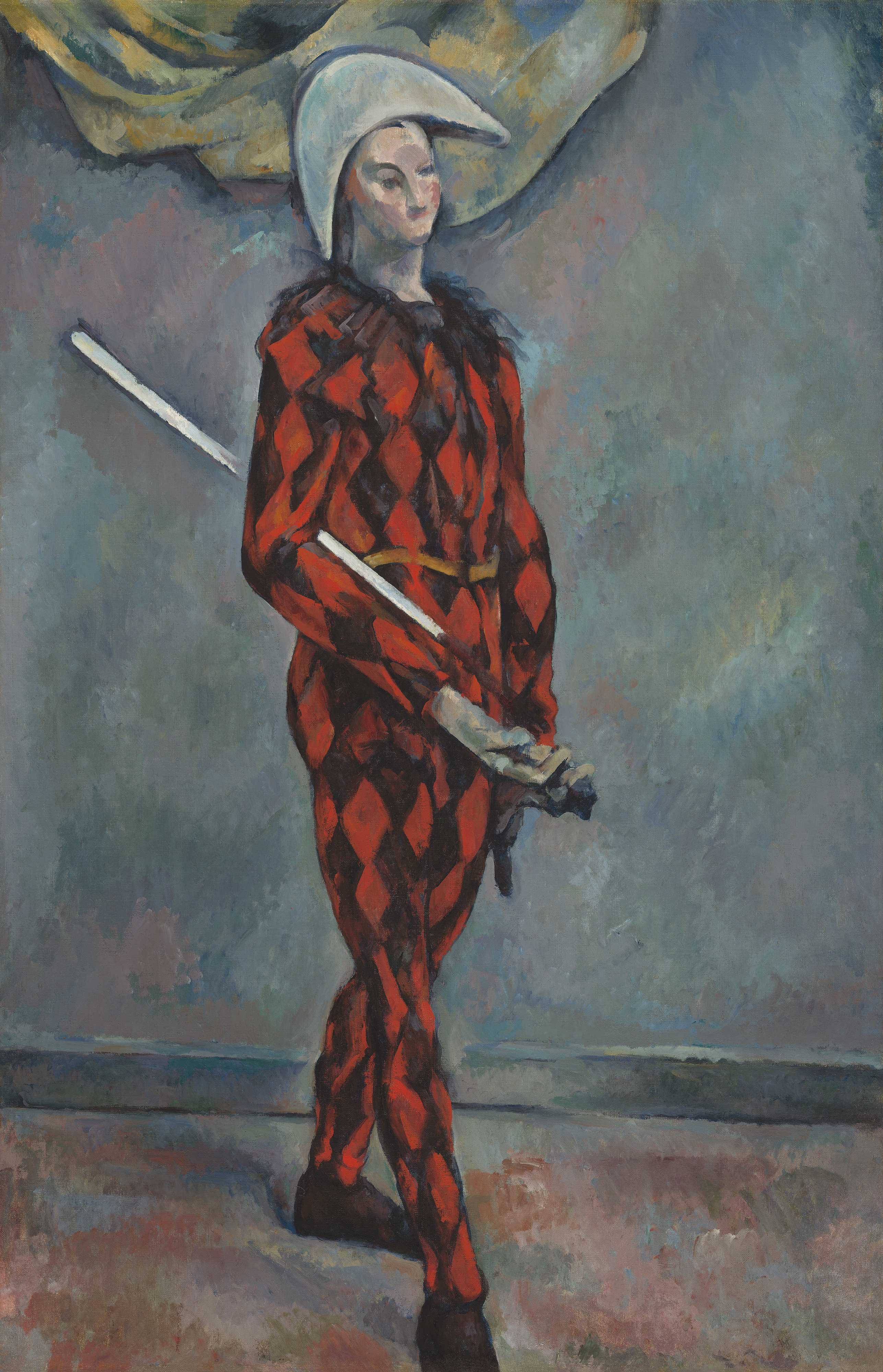
Harlekin, 1888–1889, 101 x 65 cm, National Gallery of Art.

Cézanne utförde fyra målningar av figurer från Commedia dell'arte under åren 1888–1890 då han var bosatt i Paris och hade en ateljé på Rue du Val-de-Grâce. Den första avbildar både Pierrot och Harlekin och de tre senare enbart Harlekin. Konstnärens son och namne, Paul Cézanne, stod modell för Harlekin i sin rödsvart-rutiga dräkt. Hans vän Louis Guillaume stod modell för Pierrot.
Målningens franska titel, Mardi Gras, betyder ”fet tisdag” eller fettisdagen och syftar på karnivaler som då sker.
De tre målningarna av Harlekin (franska: Arlequin, engelska: Harlequin) är alla daterade 1888–1890. Den ena är utställd på National Gallery of Art i Washington, den andre på Pola Museum of Art i Hakone och den tredje är i privat ägo.